# CD11b
CD11b és el nom que rep la subunitat Integrina Alfa M mitjançant el sistema de diferenciació utilitzat com a marcador de cèl·lules associades a certes funcions immunològiques. La Integrina Alfa M és una glicoproteïna present en l'heterodímer Integrina Alfa M Beta 2 (αMβ₂). Aquest heterodímer, també conegut com a antigen del Macròfag-1 i receptor del complement 3, està compost per la subunitat Integrina Alfa M (CD11b) i la subunitat Integrina Beta 2, amb el codi de diferenciació CD18.
La Integrina Alfa M és codificada pel gen ITGAM present en el cromosoma 16, més concretament es troba localitzada a la regió 16p11.2. L'antigen CD11b s'expressa en la superfície de diversos leucòcits, es troba en granulòcits, monòcits, i macròfags, així com en la micròglia del teixit nerviós. També es pot trobar en un 8% de les cèl·lules de la melsa i en un 44% de les cèl·lules de la medul·la òssia.

## Estructura
Pel que fa a la seva estructura, la Integrina Alfa M està formada per un conjunt de 6 làmines β i un total de 14 hèlixs α. Té un pes molecular de 155 KDa i està constituïda per una seqüència de 1136 aminoàcids. En primer lloc, hi ha una seqüència hidrofòbica de 16 aminoàcids que corresponen a la seqüència senyal. En segon lloc, a l'aminoterminal es presenta una llarga cadena que correspon a la part extracel·lular (posició 17-1104), tot seguit d'un segment transmembrana hidrofòbic (posició 1105-1128) i per acabar, una petita cadena a la regió citoplasmàtica al carboxil-terminal (posició 1129-1152).
Per una banda, la part citosòlica de la proteïna conté una serina la qual funciona com una zona amb potencial per fosforilar-se, també és rica en aminoàcids àcids i en prolines. Cal destacar el domini citoplasmàtic el qual presenta receptors del procés d'endocitosi, així com alguns receptors de membrana lisosomal. Aquests receptors estan directament relacionats amb la capacitat fagocítica que tenen moltes de les cèl·lules que presenten aquest antigen.
D'altra banda, a la part extracel·lular la proteïna presenta quatre suposats dominis on es poden enganxar ions, els anomenats metal-binding domains. En segon lloc, la cadena extracel·lular presenta una seqüència d'aminoàcids que fa que la Integrina Alfa M es pugui diferenciar de les altres Integrines Alfa homòlogues a aquesta. Hi ha una excepció, una subunitat que també presenta aquesta seqüència, la Integrina Alfa X. La Integrina Alfa X, també coneguda com a CD11c, és la integrina més semblant a la Integrina Alfa M i es creu que els metal-binidng domains presents en aquesta seqüència idèntica en totes dues proteïnes tenen una funció específica que les dues comparteixen. Aquestes dues integrines comparteixen idènticament un 57% dels aminoàcids. Per acabar, en la regió extracel·lular també es troba la seqüència d'aminoàcids que comparteixen totes les cadenes d'integrines alfa.

## Funcions
La Integrina Alfa M té un paper molt important en la resposta immunitària innata. És l'encarregada de l'adherència dels leucòcits a l'endoteli per poder passar al teixit on s'està produint la inflamació.
També té un paper important en la fagocitosi, durant el procés d'opsonització el complex receptor-opsina pot segregar proteïnes de complement, les quals són posteriorment reconegudes pels leucòcits amb capacitat fagocítica perquè aquesta es dugui a terme. La Integrina Alfa M és una receptora de complement 3, quan aquesta detecta la proteïna de complement iC3b s'uneix i facilita la fagocitosi del patogen. A més, participa en altres processos com la citotoxicitat mediada per cèl·lules, la quimiotaxi i l'activació de limfocits T.
Pel que fa a la recerca, CD11b s'utilitza com un marcador de macròfags i micròglies principalment en tècniques d'immunohistoquímica i immunofluorescència.

## Nomenclatura

CD11b present en la superfície d'un macròfag

Els Grups de diferenciació o Antígens de diferenciació (cluster of differentiation en anglès), normalment abreujat CD, és un protocol utilitzat per a la identificació i recerca de molècules de la superfície cel·lular presents en els leucòcits. La nomenclatura CD ha estat universalment adoptada en la comunitat científica, sent oficialment aprovada per la Internacional Union of Immunological Societies (IUIS) i acceptats per l'Organització Mundial de la Salut (OMS). Aquest fet ha permès a la comunitat científica comunicar resultats en un llenguatge universal.
Un grup no descriptiu de número de diferenciació (CD seguit d'un número) s'assigna als diferents antígens que poden ser reconeguts per un grup d'anticossos monoclonals, fet que es dona per la presència de cadenes comunes. Per exemple, totes les molècules que tinguin el grup de diferenciació CD11 tindran en comú alguna cadena proteica en la seva estructura.
Per diferenciar diverses molècules que comparteixen una cadena s'afegeix una lletra minúscula precedida del grup no descriptiu de número de diferenciació, per exemple, CD11b. El que significa que comparteix família genètica amb les molècules CD11, però que té una funció diferent de les altres molècules CD11.

## Aplicació com a tractament contra el càncer
La integrina CD11b, no és únicament una simple proteïna, pot intervenir en diversos processos mèdics, com per exemple, tractaments mèdics, diagnòstics, investigacions mèdiques, etc. L'activació de la integrina CD11b, és un exemple de com aquesta glicoproteïna ajuda als tractaments mèdics. La seva activació impulsa la immunitat innatacontra el tumor.
La CD11b pertany al grup de les integrines que recluten les cèl·lules mieloides als teixits danyats. En casos d'inflamació aguda, la CD11b intervé en el reclutament de les cèl·lules mieloides cap al teixit inflamat, però això no sempre passa, la seva funció pot canviar. En algunes situacions específiques, controla la polarització de macròfagstumorals, la vasculogènesi i el reclutament de cèl·lules T. Això succeeix essencialment a causa de possibles diferències que poden sorgir dels senyals del microambient i d'alteracions en la biologia dels vasos sanguinis observades en tumors versus teixit inflamat.
Amb una petita però molt important molècula, la LA1 es va aconseguir l'activació farmacèutica de la CD11b.
La lligadura / activació CD11b inhibeix el senyal transcripcional immunosupressora de macròfags derivats del tumor, estimula l'acumulació de CD8 + Cèl·lules T en tumors i suprimeix el creixement tumoral. Tot això en conjunt, contribueix a impedir que la mida del tumor creixi.
Aquest estudi identifica la CD11b com a reguladora negativa de la supressió immunitària i com un objectiu per la teràpia immunològica del càncer. Aquesta teràpia té resultats positius en un nombre confortable de tipus de càncer.
En un altre estudi més concret, referent al tractament del càncer de pulmó, es van fer servir ratolins CD11b knock-in (KI) amb la mutació I332G (isoleucina activadora per substitució de glicina el R-332) que va provocar la modulació al·lostèrica positiva de CD11b, és a dir, va incrementar l'activitat del receptor. A més, va reduir la intensitat dels macròfags associats a tumors (TAM) i els va reprogramar per millorar la resposta immunitària adaptativa en lloc de suprimir-la i promoure el creixement tumoral per neovascularització.
Concretament, es va estudiar la reducció tumoral del carcinoma de pulmó de Lewis (LLC) pel GB1275 que és el nou modulador de molècules CD11b. Com a resultat, els ratolins CD11b KI van mostrar una reducció significativa de la mida i de la taxa de creixement del tumor LLC.